# Сельменьга (посёлок)
Сельменьга — посёлок в Виноградовском районе Архангельской области. Административный центр Бо́рецкого сельского поселения в 2004—2021 годах.

## География
Посёлок Сельменьга находится на правом берегу Северной Двины. Южнее посёлка протекает река Сельменьга, впадающая в Сельменьгский Полой Северной Двины.

## Название
Название посёлок получил от реки Сельменьга. Б. А. Серебренников в своих ранних работах считал, что суффикс -га был типичным для волго-окской топонимики, как и суффиксы -ма, -ша, -та и т. д. — они обозначали реку. В вепсском «немь, мень» означает пойменный луг, наволок. По мнению А. В. Кузнецова, слово «селькеа» по-вепсски означает «ясный, прозрачный». Возможное толкование — «чистая река».

## История
Посёлок основан в 1980 году при новом леспромхозе, созданном по решению минлеспрома СССР, вначале назывался посёлок Строителей.
В 1985 году в поселке открылась начальная школа, в 1991 году открылась Сельменьгская средняя школа. В 1987 году из состава Топецкого сельсовета был выделен Сельменьгский сельский Совет с административным центром в посёлке Сельменьга. В 1989 году в состав Виноградовского района был включен посёлок Шошельцы Нижнетоемского сельсовета Верхнетоемского района, который вошел в состав Сельменьгского сельского Совета. В 1992 году Сельменьгский сельсовет был переименован в Сельменьгскую сельскую администрацию в составе двух населенных пунктов: Сельменьга и Шошельцы. В 2004 году Сельменьгская сельская администрация была объединена с Борецкой администрацией в муниципальное образование «Борецкое».

## Население
| 2002 | 2010 | 2012 |
| ---- | ---- | ---- |
| 1209 | ↘994 | ↘964 |

В 1992 году в Сельменьге проживало 1433 человека. Сельменьга — третий по численности (после Двинского Березника и Рочегды) населённый пункт Виноградовского района.

## Экономика
Лесозаготовка — Предприятия лесопромышленного хозяйства в поселке: ООО «Сельменьгалес».
Жилищно-коммунальное хозяйство: ООО "Управляющая компания «Правобережье» и Ресурсоснабжающая организация ООО "Ремонтно-эксплуатационное предприятие «Правобережье».

### Карты
- Топографическая карта P-38-51,52. (Лист Сергеевская)
- Сельменьга на Wikimapia
- Сельменьга. Публичная кадастровая карта